# Cecidomyiinae
Los Cecidomyiinae  son una subfamilia de pequeñas moscas. Miden de 1 a 5 mm o un poco más. Son mosquitas pequeñas y delicadas con venación alar reducida. Forman agallas en una variedad de plantas. Algunas son serias plagas de la agricultura.
Se parecen a los de la subfamilia  Porricondylinae, pero se distinguen de estas por la estructura de los segmentos antenales.

## Sistemática

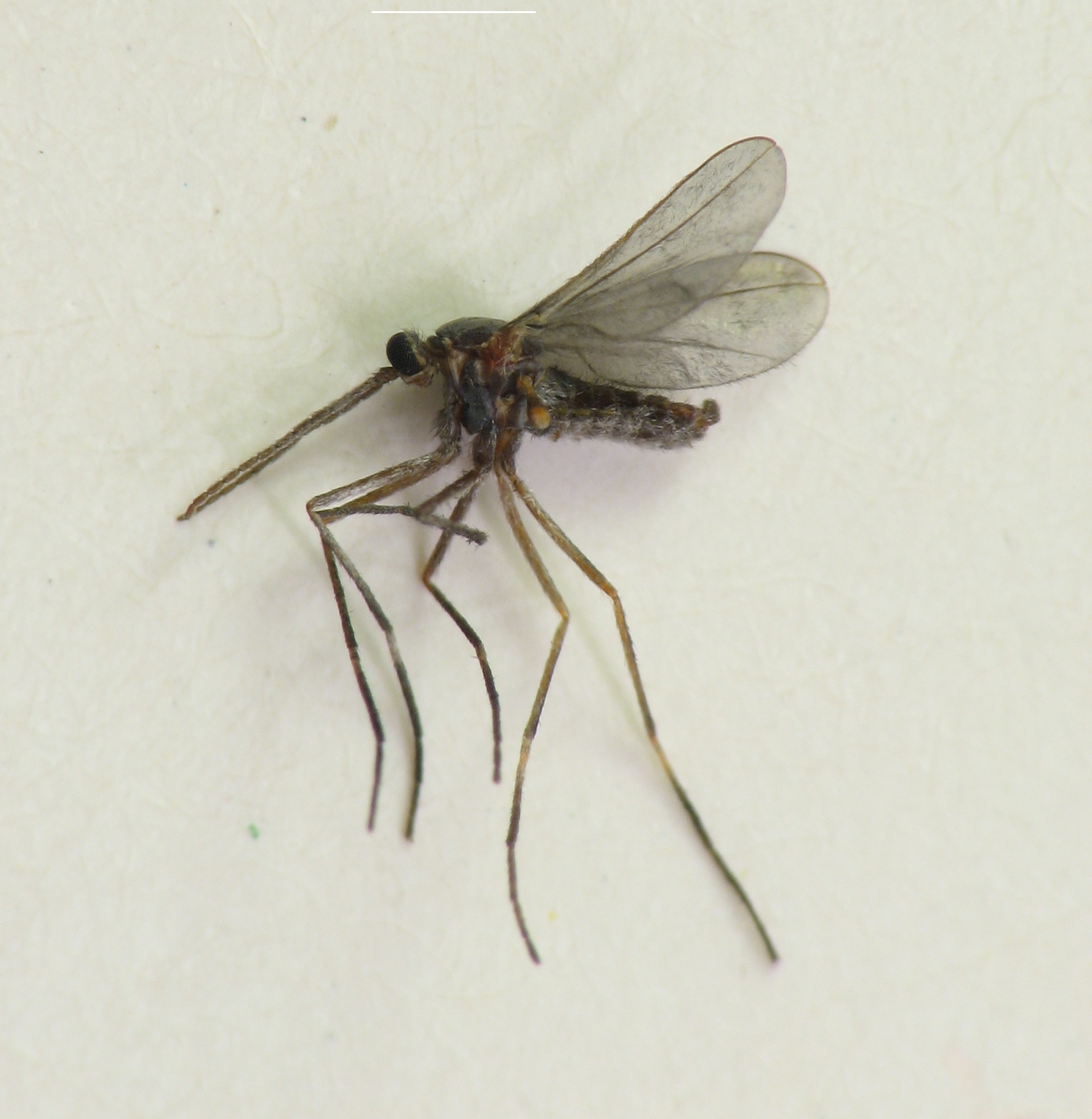
Asphondylia solidaginis

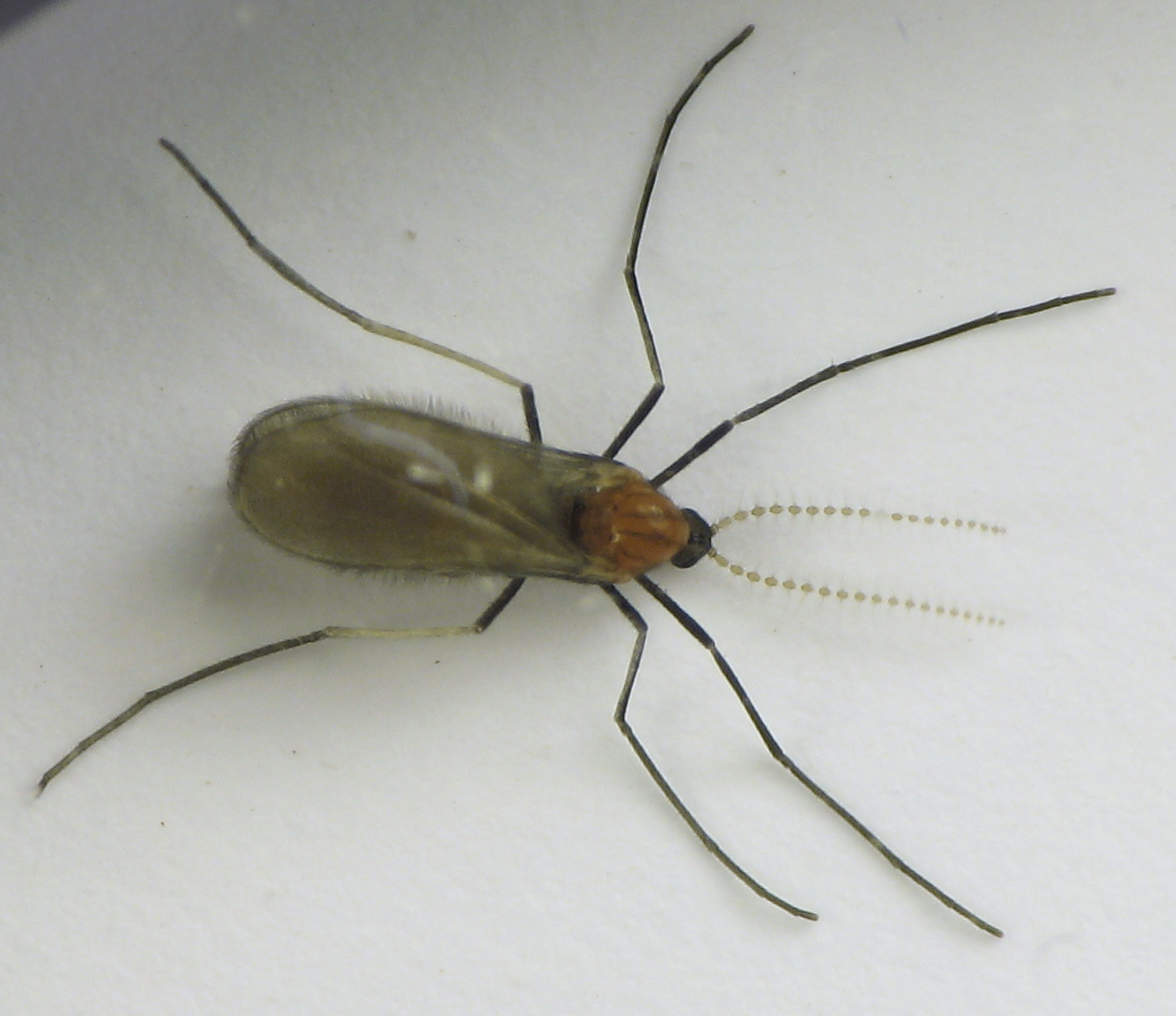
Rhopalomyia solidaginis

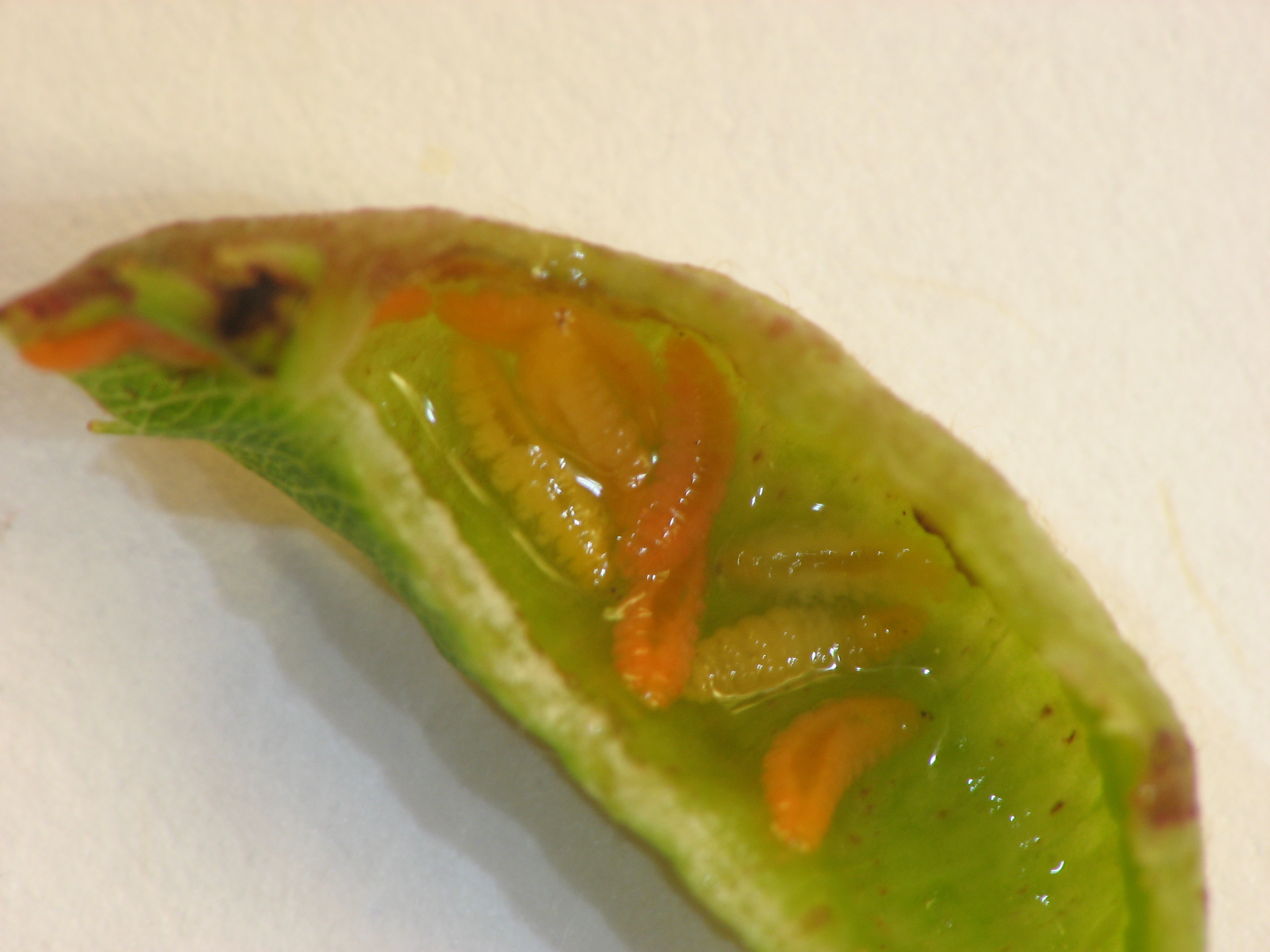
Dasineura salicifoliae, larvas en agalla

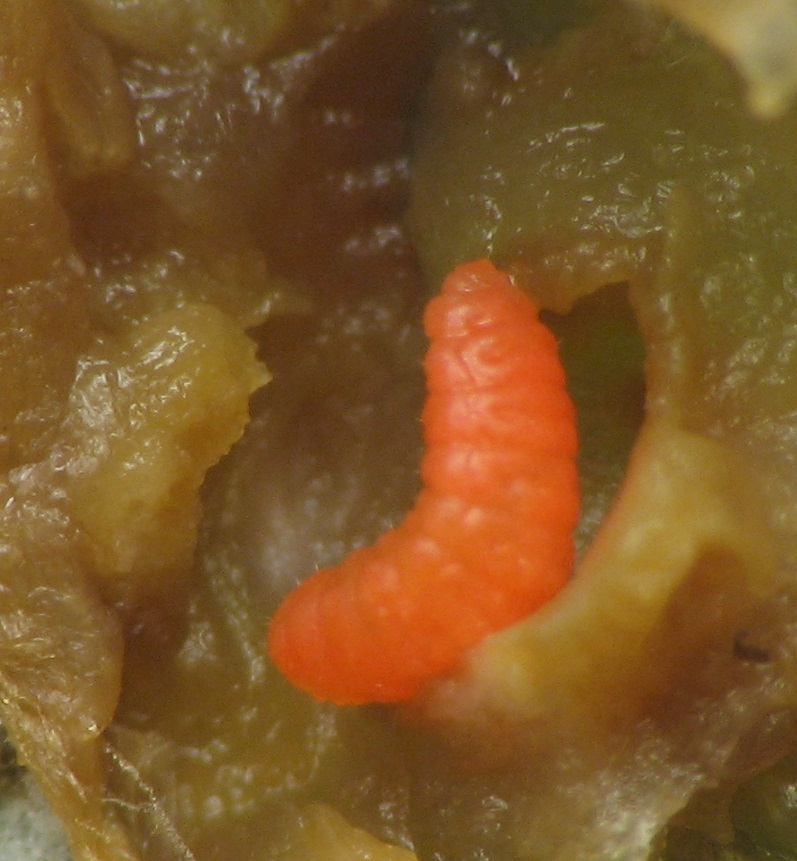
Vitisiella sp., larva en agalla en Vitis sp.

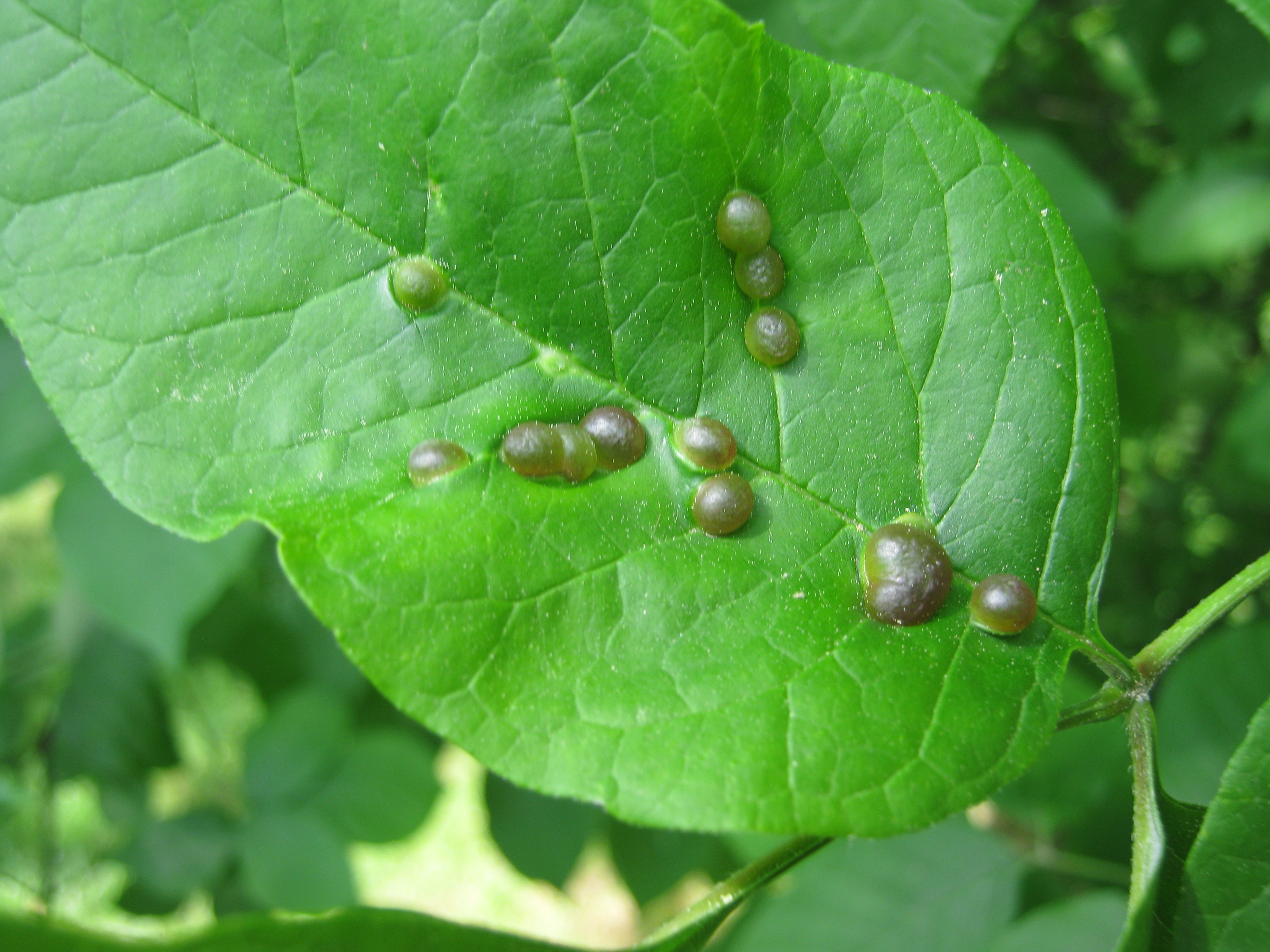
Agallas de Dasineura pellex en hoja de (Fraxinus)

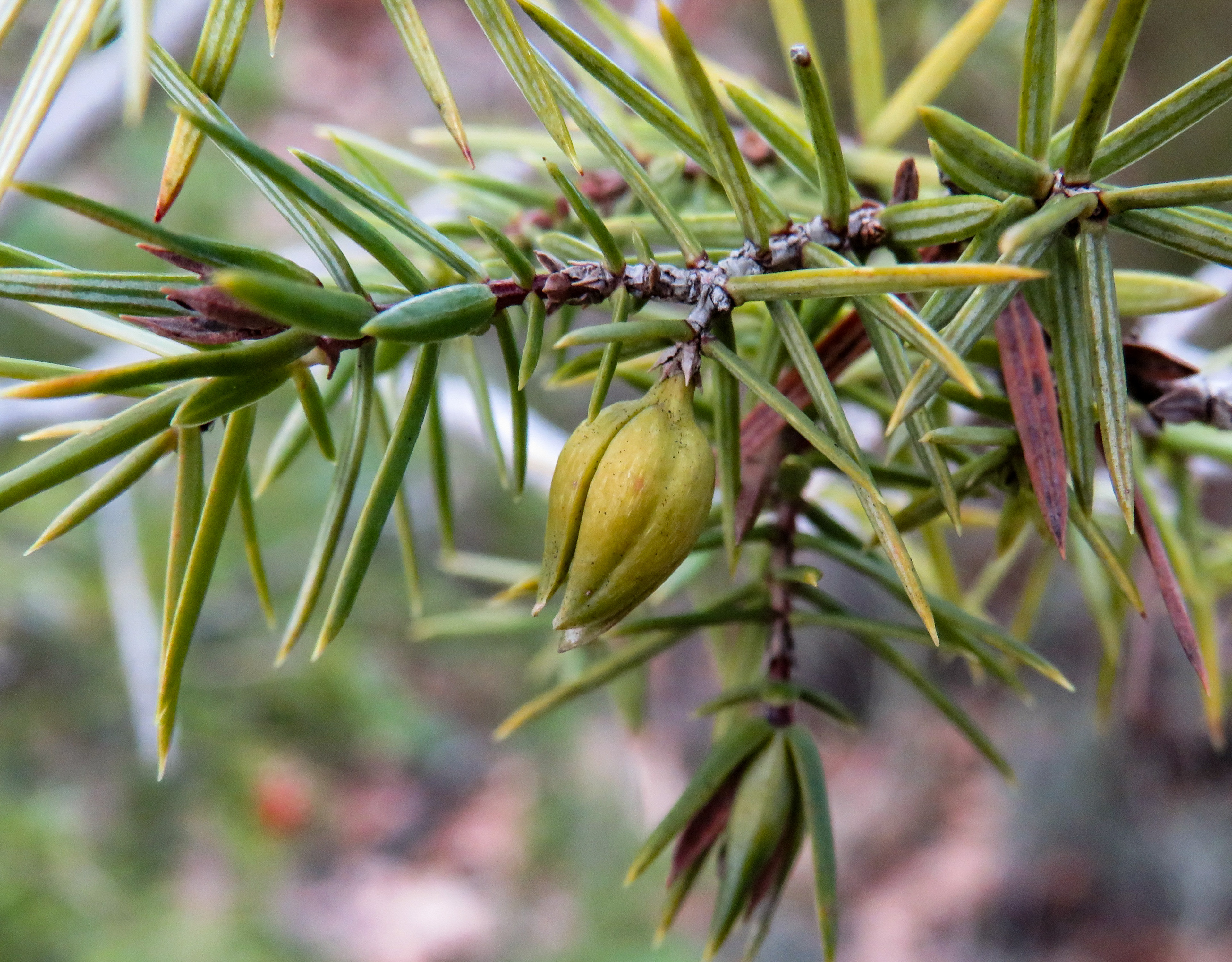
Agalla de Oligotrophus schmidti en Juniperus oxycedrus

Cecidomyiinae - supertribus, tribus, y géneros:
- Supertribu Asphondyliidi

- Tribu Asphondyliini

- Asphondylia Loew, 1850

- Tribu Kiefferiini

- Kiefferia Mik, 1895

- Tribu Polystephini

- Polystepha Kieffer, 1897

- Tribu Schizomyiini

- Placochela Rübsaamen, 1916
- Schizomyia Kieffer, 1889

- Supertribu Cecidomyiidi

- Tribu Cecidomyiini

- Acodiplosis Kieffer, 1895
- Ametrodiplosis Rübsaamen, 1910
- Anabremia Kieffer, 1912
- Anisostephus Rübsaamen, 1917
- Antichiridium Rübsaamen, 1911
- Aphidoletes Kieffer, 1904
- Arthrocnodax Rübsaamen, 1895
- Atrichosema Kieffer, 1904
- Blastodiplosis Kieffer, 1912
- Camptodiplosis Kieffer, 1912
- Cecidomyia Fischer von Waldheim\nMeigen, 1803
- Clinodiplosis Kieffer, 1894
- Contarinia Róndani, 1860
- Coquillettomyia Felt, 1908
- Dichodiplosis Rübsaamen, 1910
- Diodaulus Rübsaamen, 1917
- Drisina Giard, 1893
- Endaphis Kieffer, 1896
- Endopsylla de Meijere, 1907
- Feltiella Rübsaamen, 1910
- Geodiplosis Kieffer, 1909
- Giardomyia Felt, 1908
- Hadrobremia Kieffer, 1912
- Haplodiplosis Rübsaamen, 1910
- Harmandiola Skuhravá, 1997
- Hygrodiplosis Kieffer, 1912
- Lestodiplosis Kieffer, 1894
- Loewiola Kieffer, 1896
- Macrodiplosis Kieffer, 1895
- Mamaevia Skuhravá, 1967
- Massalongia Kieffer, 1897
- Monarthropalpus Rübsaamen, 1892
- Monobremia Kieffer, 1912
- Monodiplosis Rübsaamen, 1910
- Mycocecis Edwards, 1922
- Mycodiplosis Rübsaamen, 1895
- Myricomyia Kieffer, 1900
- Octodiplosis Giard, 1894
- Parallelodiplosis Rübsaamen, 1910
- Planetella Westwood, 1840
- Plemeliella Seitner, 1908
- Putoniella Kieffer, 1896
- Resseliella Seitner, 1906
- Silvestriola Skuhravá, 1997
- Sitodiplosis Kieffer, 1913
- Stenodiplosis Reuter, 1895
- Thecodiplosis Kieffer, 1895
- Tricholaba Rübsaamen, 1917
- Xenodiplosis Felt, 1911
- Xylodiplosis Kieffer, 1894
- Zeuxidiplosis Kieffer, 1904

- Supertribu Lasiopteridi

- Tribu Brachineurini

- Brachineura Róndani, 1840
- Brachyneurina Mamaev, 1967
- Mikiola Kieffer, 1912
- Prolauthia Rübsaamen, 1915

- Tribu Lasiopterini

- Baldratia Kieffer, 1897
- Hybolasioptera Rübsaamen, 1915
- Lasioptera Fischer von Waldheim\nMeigen, 1818
- Ozirhincus Róndani, 1840
- Stefaniella Kieffer, 1898

- Tribu Ledomyiini

- Ledomyia Kieffer, 1895

- Tribu Oligotrophini

- Amerhapha Rübsaamen, 1914
- Arceuthomyia Kieffer, 1913
- Arnoldiola Strand, 1926
- Bayeriola Gagné, 1991
- Blastomyia Kieffer, 1913
- Bremiola Rübsaamen, 1915
- Craneiobia Kieffer, 1913
- Cystiphora Kieffer, 1892
- Dasineura Róndani, 1840
- Didymomyia Rübsaamen, 1912
- Fabomyia Fedotova, 1991
- Geocrypta Kieffer, 1913
- Gephyraulus Rübsaamen, 1915
- Giraudiella Rübsaamen, 1915
- Hartigiola Rübsaamen, 1912
- Iteomyia Kieffer, 1913
- Jaapiella Rübsaamen, 1915
- Janetiella Kieffer, 1898
- Kaltenbachiola Hedicke, 1938
- Lathyromyza Rübsaamen, 1915
- Macrolabis Kieffer, 1892
- Mayetiola Kieffer, 1896
- Mikomya Kieffer, 1912
- Misospatha Kieffer, 1913
- Neomikiella Hedicke, 1938
- Oligotrophus Latreille, 1805
- Pemphigocecis Rübsaamen, 1915
- Phegomyia Kieffer, 1913
- Physemocecis Rübsaamen, 1914
- Psectrosema Kieffer, 1904
- Rabdophaga Westwood, 1847
- Rhopalomyia Rübsaamen, 1892
- Rondaniola Rübsaamen & Hedicke, 1938
- Sackenomyia Felt, 1908
- Schmidtiella Rübsaamen, 1914
- Semudobia Kieffer, 1913
- Spurgia Gagné, 1990
- Taxomyia Rübsaamen, 1912
- Trotteria Kieffer, 1901
- Wachtliella Rübsaamen, 1915
- Zygiobia Kieffer, 1913